# Блэйк, Гектор
Ге́ктор «То» Блэйк (англ. Hector "Toe" Blake; 21 августа 1912, Виктория-Майнз, провинция Онтарио, Канада — 17 мая 1995, Монреаль, Канада) — канадский профессиональный хоккеист и хоккейный тренер, многократный обладатель Кубка Стэнли, член Зала хоккейной славы НХЛ.

## Карьера

### Карьера игрока
Гектор Блэйк, уроженец ныне несуществующего городка Виктория-Майнз в канадской провинции Онтарио, начал профессиональную карьеру в НХЛ в 1934 году, в составе «Монреаль Марунз». Первый же сезон принёс молодому форварду первый значимый трофей: он стал обладателем Кубка Стэнли, но войти в историю канадского хоккея То Блэйку было суждено иным образом.
В 1935 году Блэйк перешёл в стан принципиальных соперников своей бывшей команды: «Монреаль Канадиенс». «Канадцы» в середине 30-х годов переживали тяжёлые времена: команда, имевшая серьёзную задолженность и едва избежавшая переезда в другой город, с трудом оправлялась от последствий мирового финансового кризиса, вынудивших её продать главную звезду «Монреаля» тех лет — Хоуи Моренца. Первый же сезон, сыгранный Блэйком за «Канадиенс», был для команды откровенно провальным: команда заняла последнее место в своём дивизионе. В следующем сезоне «Монреаль» ожидал ещё один тяжёлый удар: вернувшийся в команду Моренц в одном из матчей получил травму и вскоре скончался от её последствий. Команде нужен был новый лидер и его роль после потери Моренца взял на себя То Блэйк, к тому времени уже заработавший прозвище «Старый фонарщик» — за частоту, с какой он зажигал красный свет за воротами соперников. Помимо бомбардирских качеств, Блэйк был известен и своим джентльменским поведением — так он стал первым в истории «Канадиенс» обладателем Леди Бинг Трофи.
В сезоне 1943-44 в составе «Канадиенс» по инициативе тогдашнего главного тренера команды Дика Ирвина сложилась тройка нападения, которая впоследствии вошла в историю НХЛ как «Ударное звено» (англ. Punch line). К игравшему на левом фланге То Блэйку, с 1940 года носившему повязку капитана команды, присоединились правый крайний Морис Ришар и центрфорвард Элмер Лак; тренерское решение оказалось поистине судьбоносным для команды, впервые за 13 лет выигравшей Кубок Стэнли, немалый вклад в завоевание которого внесла вновь образованная тройка форвардов. «Ударное звено» просуществовало 5 сезонов и помогло «Канадиенс» выиграть ещё один Кубок Стэнли (в 1946 году); в следующем сезоне «Монреаль» дошёл до финала, где уступил «Торонто».
В январе 1948 года Блэйк получил тяжёлую травму голеностопа, поставившую точку в его карьере в НХЛ. Отыграв ещё 3 сезона в командах низших лиг, Старый Фонарщик повесил коньки на гвоздь, но не ушёл из хоккея, перейдя на тренерскую работу.

### Карьера тренера
Карьеру тренера То Блэйк начал ещё в 1948 году, став играющим тренером команды АХЛ «Баффало Бизонс». В 1955 году бывший форвард «Монреаля» сменил на посту главного тренера «Канадцев» Дика Ирвина — того самого тренера, под руководством которого Тоу Блэйк в недавнем прошлом выиграл 2 Кубка Стэнли. Блэйк возглавлял «Канадиенс» 13 сезонов, в 9 из которых команда доходила до финала Кубка Стэнли. 8 раз из 9-ти «Монреаль» праздновал победу в финальной серии — это лучший результат среди главных тренеров «Монреаля» за всю его историю и второй в истории всей НХЛ (единственный тренер, превзошедший результаты То Блэйка — Скотти Боумэн, завоевавший 9 Кубков Стэнли, из них 5 — с «Канадиенс»).
В 1968 году То Блэйк ушёл в отставку. Дальнейшая его жизнь не была связана с профессиональным хоккеем. В 1995 году бывший легендарный форвард и тренер «Канадиенс», последние годы жизни страдавший от болезни Альцгеймера, скончался в возрасте 82 лет.

## Почётные награды
В 1966 году, после завоевания «Канадиенс» очередного Кубка Стэнли, То Блэйк был включён в Зал хоккейной славы. В 1982 году Блэйк стал членом Ордена Канады.
Также именем То Блэйка назван один из парков пригорода Монреаля Монреаль-Уэст.

## Интересные факты
Прозвище «То» (англ. Toe — палец ноги), фактически заменившее во время профессиональной карьеры в НХЛ его подлинное имя, Гектор Блэйк получил в детстве: младшая сестра, ещё не умевшая правильно выговаривать слова, называла его «Гекто». Отсюда возникло прозвище, сопровождавшее будущую легенду НХЛ всю его взрослую жизнь.

## Достижения
- Как игрок:

Обладатель Кубка Стэнли (3): 1935 («Монреаль Марунз»), 1944, 1946 («Монреаль Канадиенс»)
Обладатель Харт Трофи: 1939
Обладатель Леди Бинг Трофи: 1946
- Как тренер:

Обладатель Кубка Стэнли (8): 1956-60, 1965,1966, 1968
Член Зала хоккейной славы с 1966 года